# Lo Roget
Le Rouget és un municipi francès situat al departament de Cantal i a la regió d'Alvèrnia-Roine-Alps. L'any 2007 tenia 964 habitants.

## Demografia

### Població
El 2013 la població de fet de Le Rouget era de 976. La població ha evolucionat segons el següent gràfic:
Habitants censats

### Habitatges
El 2007 hi havia 489 habitatges, 401 eren l'habitatge principal de la família, 72 eren segones residències i 16 estaven desocupats. 428 eren cases i 61 eren apartaments. Dels 401 habitatges principals, 313 estaven ocupats pels seus propietaris, 79 estaven llogats i ocupats pels llogaters i 9 estaven cedits a títol gratuït; 3 tenien una cambra, 17 en tenien dues, 58 en tenien tres, 140 en tenien quatre i 183 en tenien cinc o més. 320 habitatges disposaven pel capbaix d'una plaça de pàrquing. A 186 habitatges hi havia un automòbil i a 158 n'hi havia dos o més.

### Piràmide de població
La piràmide de població per edats i sexe el 2009 era:
| Homes | Edats   | Dones |
| ----- | ------- | ----- |
| 0     | 95 o +  | 0     |
| 0     | 90 a 94 | 20    |
| 16    | 85 a 89 | 48    |
| 16    | 80 a 84 | 20    |
| 24    | 75 a 79 | 36    |
| 24    | 70 a 74 | 48    |
| 20    | 65 a 69 | 24    |
| 24    | 60 a 64 | 28    |
| 24    | 55 a 59 | 24    |
| 36    | 50 a 54 | 24    |
| 28    | 45 a 49 | 28    |
| 28    | 40 a 44 | 16    |
| 20    | 35 a 39 | 32    |
| 28    | 30 a 34 | 32    |
| 16    | 25 a 29 | 16    |
| 8     | 20 a 24 | 8     |
| 24    | 15 a 19 | 16    |
| 20    | 10 a 14 | 28    |
| 32    | 5 a 9   | 12    |
| 20    | 0 a 4   | 16    |

## Economia
El 2007 la població en edat de treballar era de 524 persones, 370 eren actives i 154 eren inactives. De les 370 persones actives 341 estaven ocupades (189 homes i 152 dones) i 29 estaven aturades (14 homes i 15 dones). De les 154 persones inactives 68 estaven jubilades, 36 estaven estudiant i 50 estaven classificades com a «altres inactius».

### Ingressos
El 2009 a Le Rouget hi havia 395 unitats fiscals que integraven 891 persones, la mediana anual d'ingressos fiscals per persona era de 16.191,5 €.

### Activitats econòmiques
Dels 75 establiments que hi havia el 2007, 4 eren d'empreses alimentàries, 1 d'una empresa de fabricació d'altres productes industrials, 7 d'empreses de construcció, 15 d'empreses de comerç i reparació d'automòbils, 5 d'empreses de transport, 5 d'empreses d'hostatgeria i restauració, 4 d'empreses financeres, 2 d'empreses immobiliàries, 9 d'empreses de serveis, 16 d'entitats de l'administració pública i 7 d'empreses classificades com a «altres activitats de serveis».
Dels 18 establiments de servei als particulars que hi havia el 2009, 1 era una oficina de correu, 3 oficines bancàries, 1 funerària, 1 taller de reparació d'automòbils i de material agrícola, 3 guixaires pintors, 2 fusteries, 1 lampisteria, 2 perruqueries, 2 restaurants, 1 agència immobiliària i 1 saló de bellesa.
Dels 8 establiments comercials que hi havia el 2009, 1 era una botiga de més de 120 m², 2 botiges de menys de 120 m², 2 fleques, 1 una carnisseria, 1 una llibreria i 1 una sabateria.
L'any 2000 a Le Rouget hi havia 9 explotacions agrícoles.

## Equipaments sanitaris i escolars
El 2009 hi havia 1 farmàcia i 1 ambulància.
El 2009 hi havia una escola elemental.

## Poblacions més properes
El següent diagrama mostra les poblacions més properes.